# Syrtis Hill
Syrtis Hill est une colline conique en terrasses qui s’élève à environ 500 m dans le prolongement nord-ouest des Two Step Cliffs surplombant la vallée Viking, dans la partie sud-est de l’île Alexandre-Ier, en Antarctique. La colline est un important repère libre de neige et le site de la recherche biologique et géologique. Nommé par le UK Antarctic Place-Names Committee (Comité des toponymes de l’Antarctique du Royaume-Uni) en 1993 d’après Syrtis Major Planum, l'une des premières formations d'albédo identifiées sur Mars, décrite pour la première fois par l’astronome néerlandais Christian Huygens en 1659. Cette colline a probablement été nommée ainsi en association avec le glacier Mars voisin et Planet Heights.